# 2,3,4,5,6,7,8,9,10,11,12,13,14,15,16,17-Hexadécaméthyloctadécane
Le 2,3,4,5,6,7,8,9,10,11,12,13,14,15,16,17-hexadécaméthyloctadécane est un alcane supérieur ramifié de formule semi-développée (CH3)2CH-[CH(CH3)]14-CH(CH3)2. C'est un isomère du tétratriacontane.
Les atomes de carbone C3 à C16 sont asymétriques et cette molécule possède un plan de symétrie passant par le milieu de la liaison C9-C10. Donc elle se présente sous la forme de nombreuses paires d'énantiomères et de nombreux composés méso.